# 华容县第一中学
华容县第一中学（英語：The First Middle School Of Huarong County）位于湖南省岳阳市华容县，为岳阳市公立学校，湖南省示范性中学之一。

## 历史
清朝乾隆二十五年，“沱江书院”创建，它是华容县第一中学的前身。 
光绪二十八年，清政府颁布的《钦定学堂章程》，“沱江书院”改为“明达学堂”。
1912年，“明达学堂”更名为“书院小学”。
1946年，刘公武、白瑜、袁芸雪等奔走筹集资金建成了“华容县立初级中学”，首任校长张耀寰。 
1952年11月，“华容县立初级中学”更名为“湖南省华容县初级中学”。
1953年11月7日，“湖南省华容县初级中学”更名为“湖南省华容县第一初级中学”，后更名为“华容县第一中学”。

## 学校文化

### 校训
团结，进取，踏实，活跃

### 理念
全体发展、全面发展、和谐发展、持续发展

### 校风
团结、踏实、活跃、进取

### 刊物
《黄湖文苑》为华容一中的官方刊物。

## 学校建筑
- 沱江书院
- 文化书简
- 源池